# Rumiñahui

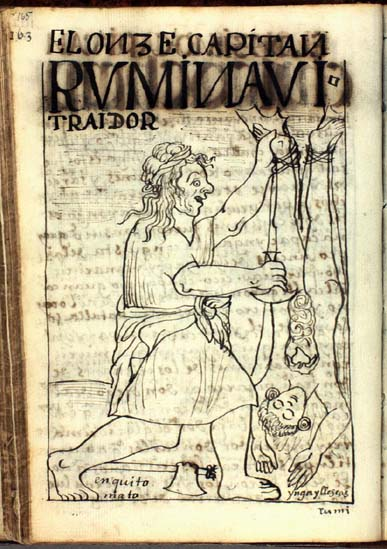
Le general Rumiñahui desollando Illescas ou Quilliscacha d'après un dessin du Primer Nueva Corónica Y Buen Gobierno par Guamán Poma (1615).

Rumiñahui (« œil de pierre » en quechua) était un grand général inca. Il lutta contre les Espagnols après la mort d'Atahualpa.

## Général d’Atahualpa
Rumiñahui avait servi dans l'armée de Huayna Capac, distingué tant pour son courage, pour sa sagesse et pour sa discrétion. On dit qu’il était présent lors de la capture d’Atahualpa, mais qu’il retourna à Quito en se proclamant successeur d’Atahualpa. Quand les Espagnols assassinèrent Atahualpa, Rumiñahui prit directement le sentier de la guerre. Immédiatement transféré au royaume de Quito et préparé pour une guerre de résistance, accompagné par les meilleurs généraux qui avaient combattu contre Huascar, y compris Quisquis, Chalcuchimac, Razo-Razo, Imbaquimbo, et ainsi, il reprit la lutte contre les Espagnols.
Une autre légende, parle d'un général cruel et sanguinaire comme en témoigne Guaman Poma, qui le représente écorchant une femme.

## Résistance à Quito
Sebastian de Belalcázar (ou Benalcázar), capitaine et explorateur espagnol, se lança à la conquête du nord de Piura, plus exactement à Quito, où Rumiñahui se préparait à recevoir les Espagnols. Belalcázar partit de San Miguel de Piura en février 1534, avec au moins 500 Espagnols, et 11 000 guerriers de la tribu des Canaris, et les dispositions nécessaires. Le premier vrai face-à-face eut lieu dans le Nœud de Tiocajas, toute la journée du 3 mai 1534. Les courageuses armées de Rumiñahui avaient perdu la crainte des arquebuses et des canons. La bataille se conclut par la victoire de Rumiñahui. 
Après quelques petites escarmouches, Rumiñahui arriva à Quito, et recueillit tout ce qui pourrait attirer la cupidité et la convoitise des Espagnols (c'est-à-dire de l'or, de l'argent et des pierres précieuses). Il les cacha puis incendia la ville pour que les Espagnols la trouvent en cendres.

## La persécution et la mort
Sébastien de Belalcázar, après avoir rendu compte de sa progression dans la colonisation à Diego de Almagro, trouva Quito en cendres. Sur les ruines de Quito, il fonda San Francisco de Quito le 6 décembre 1534. 
Puis il se lança immédiatement à la recherche de Rumiñahui dans les montagnes du Sigchos. Après une traque interminable, il le trouva. Il le soumit immédiatement à toutes sortes de tortures afin de lui faire avouer le lieu où il avait caché les trésors des empereurs incas. Ce trésor est connu aujourd’hui sous le nom de trésor de Llanganatis, qui serait d'après de nombreuses histoires transmises oralement, le plus grand trésor inca caché. Mais Rumiñahui ne parla jamais ; il a parfois indiqué de faux lieux. Il mourut sous la torture en janvier 1535.